# Roc del Cóm
El Roc del Cóm és una muntanya de 668 metres que es troba al municipi de Riner, a la comarca catalana del Solsonès.